# Юн Че Йон
Юн Че Йон  (кор. 윤재영, 5 лютого 1983) — південнокорейський настільний тенісист, олімпійський медаліст.

## Виступи на Олімпіадах
| Олімпіада  | Дисципліна       | Місце |
| ---------- | ---------------- | ----- |
| Пекін 2008 | одиночний розряд | 17T   |
| Пекін 2008 | командні         | 3     |